# Karel Ondříček
Karel Ondříček   (Praga, 1 de gener de 1865 - Boston, 30 de març de 1943) va ser un virtuós del violí txec.
Igual que el seu germà gran František, Karel, de vegades conegut com a "Karl", va rebre la seva educació musical bàsica del seu pare, Jan Ondříček que era violinista i director d'orquestra, i havia estudiat teoria musical amb Antonín Dvořák. Més tard, va ser educat en privat sota Antonín Bennewitz i al Conservatori de Praga. No obstant això, no va acabar el seu curs al Conservatori. Durant un breu període va tocar a l'orquestra del seu pare. Es va convertir en director de banda militar, va actuar com a violinista solista en conjunts de cambra i va ensenyar música. Entre els seus alumnes va ser Jan Kubelík.
Va participar en l'estrena de diverses peces d'Antonín Dvořák, incloent-hi el Quartet de Corda n.° 1, el Terzetto en C, "els xiprers" per al quartet de corda, i les peces romàntiques.
De 1887 a 1993, va ser director de concerts del teatre nacional de Praga. El 1893 va rebre una oferta d'Amèrica, que va acceptar. Va actuar a la Fira Mundial de Chicago i es va convertir en Concertmaster de l'Orquestra Simfònica del Saló de Música de Boston. Va tocar el segon violí al Kneisel Quartet de 1899-1902, i al voltant de 1910 va dirigir el seu propi trio musical.